# Francis Henrik Aubert
Francis Henrik Aubert (Santos, 22 de junho de 1947) é um linguista e tradutor brasileiro, filho de pai norueguês e mãe inglesa.
Aubert é conhecido por seus trabalhos sobre estudos de tradução e terminologia. É
é professor da Faculdade de Filosofia, Letras e Ciências Humanas da Universidade de São Paulo, da qual foi diretor entre 1998 e 2002.

## Obras selecionadas
Livros
- As (in)fidelidades da tradução: servidões e autonomia do tradutor (1993)
- Introdução à metodologia da pesquisa terminológica bilíngüe (1996)

Artigos
- "Problemas e urgências na interrelação terminologia/tradução" (1992)
- "Desafios da tradução cultural (as aventuras tradutórias do Askeladden)" (1995)
- "Modalidades de tradução: teoria e resultados" (1998)
- "Tradução técnico-científica e terminologia: um ensaio exploratório de uma via de mão dupla" (2001)
- "As variedades de empréstimos" (2003)
- "Traduzindo as diferenças extralingüísticas – procedimentos e condicionantes" (2003)
- "Indagações acerca dos marcadores culturais na tradução" (2006)
- "Em busca das refrações na literatura brasileira traduzida – revendo a ferramenta de análise" (2006)